# Karekare jezik
Karekare jezik (ISO 639-3: kai; karai karai, karaikarai, kerekere, kerrikerri), jezik velike afrazijske porodice uže zapadnočadske skupine čadskih jezika, kojim govori oko 150 000 ljudi (1993 CAPRO) u nigerijskim državama Bauchi (LGA Gamawa i Misau) i Yobe (LGA Fika i Nangere).
Karekare se klasificira užoj skupini A.2. bole-tangale, ogranku bole, unutar koje čini istoimenu podskupinu čiji je jedini predstavnik. Ima nekoliko dijalekata, to su: jalalam (zapadni karekare), birkai i kwarta mataci.

## Vanjske poveznice
- Ethnologue (14th)
- Ethnologue (15th)